# Ischnura erratica
Ischnura erratica là một loài chuồn chuồn kim trong họ Coenagrionidae.
Ischnura erratica is in 1895 voor het eerst wetenschappelijk beschreven bởi Calvert.